# Street Fighter V
Street Fighter V is een vechtspel ontwikkeld en uitgegeven door Capcom. Het is uitgekomen op 16 februari 2016 voor de PlayStation 4 en Windows. Vanwege een partnerschap tussen Capcom en Sony verscheen het spel exclusief op deze platformen.

## Personages
Het spel bevat oorspronkelijk 16 speelbare personages, waarvan er vier nieuw waren in de Street Fighter-serie. Nadat het spel uitkwam werden er aanvullende personages ontwikkeld en toegevoegd aan het spel die beschikbaar zijn via updates en DLC, verdeeld over verschillende "seizoenen". Deze personages, naast andere content, kunnen worden gekocht via echte valuta of "Fight Money", verdiend door gameplay.
Hoofdpersonages:
| - Birdie - Cammy - Chun-Li - Dhalsim - F.A.N.G. - Karin - Ken - Laura | - M. Bison - Nash - Necalli - R. Mika - Rashid - Ryu - Vega - Zangief |

| DLC 1: - Alex - Balrog - Ibuki - Juri - Urien | DLC 2: - Abigail - Akuma - Ed - Kolin - Menat - Zeku | DLC 3: - Blanka - Cody - Falke - G - Sagat - Sakura | DLC 4: - E. Honda - Gill - Kage - Lucia - Poison - Seth | DLC 5: - Akira - Dan - Eleven - Luke - Oro - Rose |

## Ontvangst
De PlayStation 4-versie van Street Fighter V kreeg over het algemeen positieve recensies van critici. De ontvangst van de Windows-versie was gemengder. Het spel werd geprezen om zijn graphics en gameplay, maar werd bekritiseerd vanwege het gebrek aan singleplayer-content, personages en onstabiele online-prestaties. Latere updates en versies van het spel werden positiever ontvangen.
Het spel was in maart 2023 inmiddels ruim 7 miljoen keer verkocht.